# Сибсельмаш (клуб по хоккею с мячом)

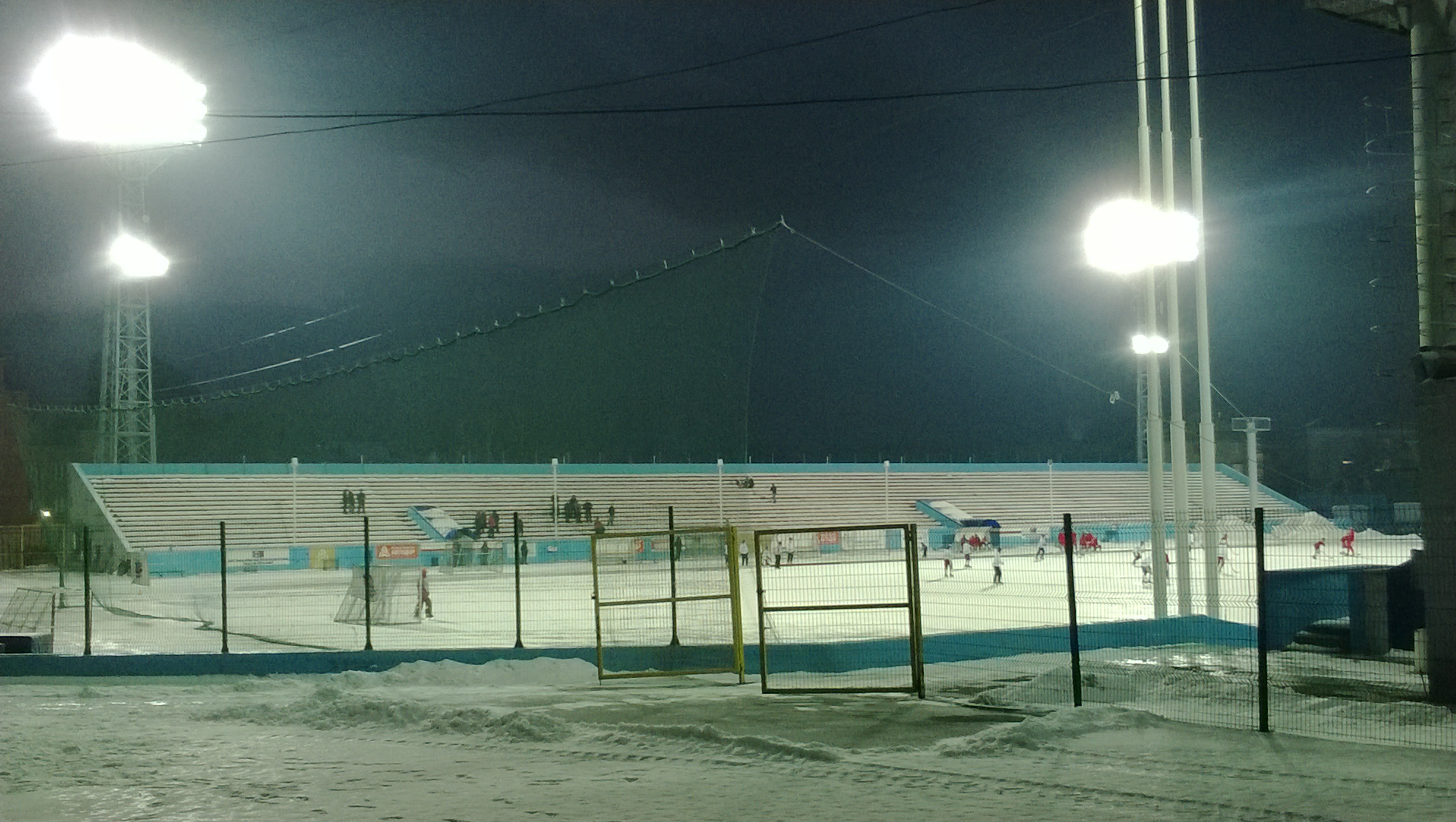
Сибсельмаш (стадион)

ХК «Сибсельма́ш» — команда по хоккею с мячом из Новосибирска. Играет в Суперлиге.

## История
В 1937 году при заводе «Сибметаллстрой» в Новосибирске была создана хоккейная команда под названием «Строитель Востока». Она была участницей городских соревнований, где ее соперниками были хоккеисты «Динамо», «Спартака», медицинского института, Сибирского строительного института и общества «Мукомол Востока». Кроме этого заводские хоккеисты участвовали в розыгрыше первенства ЦК союза «Стройтяжпром». Так в феврале 1938 года команда «Строитель Востока», выиграв на своем стадионе 4:3 у хоккеистов Сталинска, завоевала право участвовать в финальном турнире, проходившем в городе Каменск. Там новосибирцы добились побед над командами Оренбурга и Уралалюминь завода, но, проиграв свердловчанам, уступили им первое место. К 1939 году хоккейная секция добровольного спортивного общества «Строитель Востока» насчитывала в своих рядах свыше 60 членов, посещающих спортивные занятия и тренировки. В этом составе кроме команд взрослых имелись также юношеская, детская и женская команды.
В 1958 году вышел в класс «А» (высшую лигу).
Дебют получился весьма успешным, команда с ходу вошла в десятку лучших. Через год «Сибсельмаш» покинул класс «А». Вернулся обратно (под названием «Труд») в 1962 году, но всего на один сезон. После вылета клуб вернулся на уровень городских и областных турниров.
Команда возродилась в 1974 году. Три сезона потребовалось для того, чтобы Новосибирск вновь завоевал прописку в высшей лиге. В дальнейшем «Сибсельмаш» в основном балансировал между ней и первой лигой. Лучшим достижением того периода стало 9-е место в 1981 году.
В 1988 году сибиряки в четвертый раз завоевали звание чемпиона РСФСР.
С сезона 1988-89 «Сибсельмаш» — неизменный участник чемпионатов страны в высшей лиге. Тот сезон стал лучшим в советской истории клуба — 4-е место.
Тренеры клуба взяли курс на омоложение состава, привлекая большое количество хоккеистов из местной спортивной школы.
В сезоне 1992-93 значительно помолодевшая новосибирская команда заняла 5-е место, а уже в следующем чемпионате завоевала первые в своей истории серебряные медали.
В сезоне 1994-95 «Сибсельмаш-Металлург» поднялся на высшую ступень пьедестала почёта. Два последующих сезона клуб уверенно приходил к финишу вслед за архангельским «Водником».
Свои позиции новосибирский клуб начал сдавать в 1998 году, когда финишировал восьмым. Тогда резко ухудшилось финансирование, и ведущие игроки стали разъезжаться по более благополучным командам. Лучший результат команды в 1999—2007 годах — 10-е место в сезоне 2001-02.
В 2018 году команда заняла 5-е место; в 2012, 2013 годах — 6-е место; в 2008, 2010, 2017 годах — 7-е место; в 2009, 2014 годах — 8-е место; в 2011, 2019 годах — 9-е место; в 2015, 2016 годах — 10-е место.
В сезоне 2019/20 команда по итогам чемпионата заняла 14-е место.
Ложкой мёда в бочке дёгтя стало приглашение команды на международный турнир «Кубок чемпионов» 2011—2015 годов.

## Достижения
- Чемпион России 1994/95.
- Серебряный призер чемпионата России 1993/94, 1995/96, 1996/97.
- Финалист Кубка России 1993/94, 1995/96, 2013.
- Финалист Кубка европейских чемпионов 1995.
- Чемпион РСФСР 1976/77, 1978/79, 1985/86, 1987/88.
- Бронзовый призёр Международного турнира на призы Правительства Российской Федерации 2008.

## Руководство клуба
- Андрей Федосеев – директор клуба
- Михаил Юрьев – спортивный директор[4]
- Дмитрий Сидько – начальник клуба
- Сергей Васильев – аналитик
- Игорь Олейников – заместитель директора по работе с ключевыми партнёрами
- Игорь Казарин – старший администратор
- Роман Макаренко – администратор молодёжной команды
- Дмитрий Горох – пресс-атташе

## Тренерский штаб

### Основной состав
- Алексей Жеребков – главный тренер
- Алексей Голитаров – старший тренер
- Олег Пшеничный – тренер вратарей
- Вячеслав Сакаев – тренер по ОФП
- Алексей Демьяненко – врач
- Василий Кручинин – массажист

### Молодёжная команда
- Сергей Рогулёв – главный тренер
- Николай Коновалов – старший тренер

## Текущий состав

### Основной состав
По состоянию на 1 июля 2022 года
| №  | Позиция      | Игрок            | Год рождения |  | №  | Позиция      | Игрок                 | Год рождения |
| -- | ------------ | ---------------- | ------------ |  | -- | ------------ | --------------------- | ------------ |
| 35 | Вратарь      | Андрей Маслов    | 1986         |  | 90 | Полузащитник | Егор Целищев          | 2001         |
| 96 | Вратарь      | Даниил Рибка     | 1997         |  | 14 | Защитник     | Игорь Сычёв           | 1984         |
|    | Полузащитник | Матвей Рибка     | 2004         |  | 32 | Защитник     | Валентин Голубятников | 2000         |
|    | Полузащитник | Артём Лихачёв    | 1996         |  | 44 | Защитник     | Кирилл Бобров         | 1998         |
|    | Полузащитник | Денис Морковский | 2002         |  |    | Защитник     | Максим Плотников      | 2000         |
| 11 | Полузащитник | Виталий Денисов  | 1994         |  | 66 | Защитник     | Степан Васюкович      | 1997         |
| 12 | Полузащитник | Егор Дарковский  | 1994         |  |    | Нападающий   | Павел Рязанцев        | 1981         |
|    | Полузащитник | Денис Ключников  | 2002         |  |    | Нападающий   | Сергей Ган            | 1994         |
| 17 | Полузащитник | Кирилл Кузьмин   | 1999         |  | 21 | Нападающий   | Никита Гриценко       | 2003         |
| 20 | Полузащитник | Никита Язовский  | 1999         |  |    |              |                       |              |
| 25 | Полузащитник | Никита Шубин     | 1993         |  |    |              |                       |              |

## Молодёжная команда
Дубль команды «Сибсельмаш-2» выступает в Высшей лиге. В сезоне 2016/17 команда вышла в финальный турнир. 
После нескольких лет отсутствия в сезоне 2021/2022 в команду вернулись Сергей Рогулёв и Николай Коновалов. Под их руководством команда начала сезон с шестого места на турнире Михайло Волкова в Кемерове – новосибирцы провели семь встреч, в двух из которых победили, в одной сыграли вничью, и в пяти уступили. «Сибсельмаш-2» имел возможность подняться в итоговом раскладе чуть выше, но в матче с иркутским «Байкалом-Энергией-2» упустил победу ведя в счёте по ходу игры, а в матче с «Динамо-Крылатское» сказалась недооценка соперника. Турнир показал, что новосибирцам для успешного выступления в сезоне необходимо «наращивать мускулы» – прибавлять в игре на высоких скоростях и силовой борьбе. В домашних матчах Высшей лиги, если позволял календарь, главная команда каждый раз делегировала в ряды молодёжной вратарей Владимира Ковалёва и Даниила Рибку, полузащитников Дениса Ключникова, Никиту Терёхина, Матвея Рибку, Кирилла Боброва, Егора Целищева, Никиту Язовского, нападающего Никиту Гриценко. По итогам «регулярки» «Сибсельмаш-2» занял 4 место в подгруппе «Восток» и вышел в финал Высшей лиги. Уступив в сверхдраматичном поединке за седьмое место казахстанскому «Акжайыку», новосибирцы в итоге довольствовались восьмым местом из двенадцати.

## В произведениях искусства

### Музыкальные произведения
В «Бумажном альбоме» новосибирской постпанк группы Ploho есть песня «Сибсельмаш», в тексте которой упоминается стадион клуба:
Общежитие, шестой этаж,
Второй дом от стадиона «Сибсельмаш».
Попросили соседа уйти,
И в ближайшее время не зайти —
Этот вечер сегодня наш.